# Stazione di Sosaeul
La stazione di Sosaeul (소새울역?, 소새울驛?, Sosae'ul-lyeokLR) è una stazione ferroviaria situata nel quartiere di Sosa-gu della città di Bucheon, nella regione del Gyeonggi-do, nell'area metropolitana di Seul, in Corea del Sud. La stazione è servita dalla linea Seohae e serve il vicino campus di Sosa dell'Università di Bucheon.

## Linee e servizi
Korail
 Linea Seohae (Codice: S17)

## Struttura
La stazione è realizzata in sotterraneo, con due marciapiedi laterali serventi altrettanti binari passanti. Sono presenti porte di banchina a piena altezza.
| Per Sosa  | Linea Seohae | per Sosa                                       |
| Per Wonsi | Linea Seohae | per Sincheon, Siheung City Hall, Choji e Wonsi |

## Stazioni adiacenti
| «            | Servizio     | »                 |
| Linea Seohae | Linea Seohae | Linea Seohae      |
| ------------ | ------------ | ----------------- |
| S16 Sosa     | Locale       | Siheung Daeya S18 |